# Movimento Estudantil Cristão
Em nível internacional existe uma entidade internacional que procura congregar entidades estudantis cristãs de diversos países, conhecida como FUMEC (Federación Universal de Movimientos Estudiantiles Cristianos), WSCF (World Student Christian Federation) ou FUACE (Fédération universelle des associations chrétiennes d'étudiants) (em português - Federação Mundial de Estudantes Cristãos). Trata-se de uma entidade ecumênica que, portanto, acolhe pessoas de todas as tradições cristãs e encoraja o diálogo entre estudantes de diferentes igrejas. Dentre seus filiados há protestantes, ortodoxos, pentecostais, católicos, anglicanos, dentre outros.
A entidade procura capacitar e conectar jovens líderes responsáveis em todo o mundo para que possam promover mudanças, nesse sentido promove uma cultura de democracia como caminho para tornar os jovens pró-ativos na sociedade para fazer mudanças positivas por meio do diálogo e da ação entre diferentes tradições e culturas.
É a mais antiga organização estudantil internacional, fundada em 1895, e inicialmente liderada pelo evangelista metodista norte-americano John Raleigh Mott, que também contribuiu para a fundação do Conselho Mundial de Igrejas (CMI), tarefa que contou com a cooperação de muitos líderes do movimento estudantil cristão.
Os integrantes do Movimento Estudantil Cristão são incentivados a estudar sua fé cristã e seu mundo para estabelecer um forte compromisso com a justiça social, com a mesma profundidade e paixão que trazem para seus estudos.
A entidade congrega cerca de dois milhões de membros em mais de 90 países, tendo mais de cem entidades nacionais filiadas.
Visão
Ser uma testemunha profética na igreja e na transformação do mundo onde o amor de Deus pela criação, justiça e paz é compartilhado por todas as fronteiras de raça, classe, etnia, cultura, gênero e sexualidade. Essa visão é nutrida por uma esperança radical do Reino de Deus na história e pela fé libertadora em Jesus Cristo.
Missão
Ser uma irmandade global de Movimentos Estudantis Cristãos que colocam sua fé em ação para contribuir com a renovação do movimento ecumênico e promover a justiça e a paz no mundo.
Ações
- Desenvolvimento de programas globais para capacitar jovens líderes;
- Captação de recursos e estabelecimento de parcerias internacionais;
- Conectar o movimento estudantil às bases em um nível global;

Trata-se de uma organização não governamental com status consultivo especial com o Conselho Econômico e Social da Organização das Nações Unidas (ONU) que tem status consultivo para o Comitê Mundial do Conselho Mundial de Igrejas.

## História
A entidade foi fundada em 1895 no Castelo de Vadstena (Suécia), por estudantes e líderes estudantis de dez países da América do Norte e da Europa. Dentre os fundadores, destacavam-se: John R. Mott (EUA) e Karl Fries (Suécia).
Há uma estreita conexão histórica entre essa entidade e as Associações Cristãs de Moços e de jovens mulheres. Mott era líder da Associação Cristã de Moços e, com a ajuda de colegas daquela entidade, desenvolveu a visão e as estratégias para formar uma federação internacional de movimentos estudantis ecumênicos autônomos e autodirigidos. Muito do trabalho subsequente de estabelecer e vincular os movimentos estudantis cristãos foi feito com a ajuda de Associações Cristãs de Moços de jovens mulheres.
Durante e após as guerras mundiais, a entidade desempenhou um papel fundamental no apoio aos refugiados na Europa e se esforçou para manter os laços de comunicação e solidariedade abertos entre os cristãos divididos pelo nacionalismo e pela guerra.
Até o final da década de 1960, a equipe internacional da entidade estava baseada em Genebra (Suíça).
Em 1972, o WSCF foi descentralizado em em seis regiões: África, Ásia-Pacífico, Europa, América Latina, Oriente Médio e América do Norte. A sede em Genebra tornou-se o escritório inter-regional. O trabalho programático e de tomada de decisão mudou para as regiões, refletindo o novo clima de autodeterminação nos países do terceiro mundo e a busca por contextualização na teologia e na política. A entidade continua a examinar criticamente suas estruturas, tanto política quanto administrativamente.
Nas décadas de 1960 e 1970, os movimentos estudantis cristãos, especialmente na América do Norte e na Europa, estiveram intimamente envolvidos com os movimentos políticos radicais. A sua solidariedade política e a sua crítica à educação convenceram-nos de que a missão exercida já não se encontrava nas instituições de ensino, mas nas ruas e nas aldeias. Na década de 1970. adotou o lema: "Testemunho Cristão na Luta pela Libertação", que resumia o compromisso político da entidade ao mesmo tempo em que regionalizava sua estrutura.

## No Brasil
A primeira organização evangélica para estudantes foi a "União de Estudantes para o Trabalho de Cristo" (UTEC), criada em 1926. Tratava-se de uma organização que procurava congregar estudantes secundaristas de escolas evangélicas com o objetivo de recrutar e treinar missionários.
A partir de contatos com a Federação Universal de Movimentos Estudantis Cristãos (FUMEC), surgiu o interesse em atuar em escolas não-protestantes com o objetivo dar o testemunho de Jesus em outros ambientes.
Em 1940, a UTEC passou a se denominar como União Cristã de Estudantes do Brasil (UCEB), e, em 1942, tornou-se, oficialmente, filiada à FUMEC.
Também em 1940, foi criado o Movimento de Cristãos Acadêmicos do Brasil (MCAB), destinado a estudantes universitários e, também, influenciado pela FUMEC. Em 1945, os dois movimentos se fundiram, sob o nome de UCEB.
Em 1944, o reverendo presbiteriano Jorge César Mota foi nomeado como o primeiro secretário geral da UCEB, desse modo, viajou por todo o país com o objetivo de fortalecer a fé dos estudantes, guiando-os em suas escolhas profissionais e debatendo soluções para os problemas sociais, morais e espirituais da sociedade.
Dentre os participantes desse movimento, surgiram ativistas e pensadores como: Adauto Araújo Dourado, Benjamin Moraes, Billy Gammon, Boanerges Cunha, Lysâneas Maciel, Jether Ramalho, Waldo César, Caio Toledo, Rubem Alves, Anivaldo Padilha e Paulo Wright.
Nessa época, os principais interesses da UCEB tinham a ver com a redescoberta da bíblia, a evangelização, o testemunho pessoal no ambiente escolar e algum interesse na situação política. A compreensão do testemunho cristão na universidade estava centrado em questões individuais como ter uma vida moral pura, não colar, evitar vícios e trabalhar diligente e honestamente.
Na década de 1950, houve, na juventude da América Latina, uma maior atenção para as realidades sociais e políticas (pobreza, injustiça e exploração), assim como da necessidade de mudanças estruturais fundamentais, desse modo, os estudantes tiveram um protagonismo político relevante, na década de 1960, em muitos países latino-americanos.
Naquela época, um número considerável de protestantes brasileiros de segunda e terceira geração estava nas universidades de todo o país. Muitos deles não estavam preparados para lidar com a orientação marcadamente secular das universidades brasileiras. Havia alguma preocupação com problemas sociais e políticos, mas pouca preparação para participar nas lutas que estavam ocorrendo ao seu redor.
Os movimentos estudantis nas universidades brasileiras eram liderados por pessoas não-religiosas, algumas das quais viam a religiosidade mais como fonte de alienação do que como força para a mudança. Neste contexto, o MEC se tornou um recurso importante para os estudantes cristãos buscando prover uma base teológica para seu testemunho na universidade.
A base para este testemunho era a crença de que Jesus é Senhor que chama seus seguidores para testemunhar sua presença de amor entre outros seres humanos, onde quer que estejam. Em outras palavras, é a missão específica do estudante cristão que o coloca em relação de solidariedade com seus companheiros de classe. A UCEB tinha como missão convidar os estudantes evangélicos a encarnar esse testemunho.
Em 1952: 
- foi nomeado como o primeiro secretário da FUMEC para América Latina; e
- foi realizada a Primeira Conferência Latino-Americana da FUMEC, no Sítio das Figueiras, próximo a São Paulo.

O principal tópico da conferência de 1952 era “A Vocação Cristã”, que contou com oradores como Richard Shaull, Walter Schutzer, Henrique Maurer e Letícia de Barros. A partir da referida Conferência, a UCEB reorientou suas prioridades e o significado de testemunhar Jesus nas universidades.
Nessa conferência, novas questões foram levantadas pelos integrantes do movimento. Pela primeira vez, o comunismo foi levantado como uma questão a ser considerada teologicamente. A presença de Richard Shaull, teólogo que por alguns anos tinha trabalhado na Universidade de Princeton nas questões levantadas à teologia cristã pelo pensamento marxista, estimulou a discussão, o que foi elucidativo para muitos dos participantes que necessitavam de esclarecimentos sobre a possível relação entre o cristianismo e o marxismo.
Como uma resposta mais elaborada às questões levantadas durante a Conferência, em 1953, Shaull publicou um livro denominado como: "O Cristianismo e a Revolução Social", que analisou como os cristãos deveriam se envolver nas lutas por transformações sociais que estavam em curso na América Latina naquela época. Shaull sustentava que Jesus convocava os seus seguidores a responder às necessidades do próximo, especialmente aqueles que estavam famintos, marginalizados, e destituídos, em intolerável pobreza. Portanto, os seguidores de Jesus deveriam estar envolvidos na luta humana pela vida, como Jesus mesmo estava. Shaull também apresentou as respostas marxistas àquela situação, mostrando a necessidade de os estudantes cristãos as compreenderem como um sistema ideológico e seu apelo aos povos na América Latina. Este livro se tornou uma referência para todos aqueles que queriam que sua fé fizesse sentido para as lutas no mundo universitário.
Depois da Conferência, Shaull se mudou para o Brasil e se tornou uma espécie de teólogo orgânico para o movimento.
Segundo Shaull:
| “ | Na UCEB, os estudantes eram encorajados a se aproximarem da Bíblia não como fonte de doutrinas estéreis e abstratas, mas como a história da ação e presença de Deus na vida humana e nos eventos históricos concretos no mundo através dos séculos. Isto os levou a refletir sobre sua própria situação histórica à luz desta história especial da ação de Deus no mundo; e ao fazê-lo, descobriram que eles estavam sendo interpelados. O texto bíblico não era mais letra morta, uma coleção de ideias corretas e doutrinas abstratas. Antes, aqueles que estavam estudando a bíblia com mentes e corações abertos perceberam-se muitas vezes respondendo a uma palavra que eles não podiam ignorar, uma palavra que lhes abria as portas para uma nova vida e levava à transformação. | ” |

Desse modo, a UCEB forneceu a base para o desenvolvimento de um novo modo de fazer teologia no Brasil, que enfatizava a presença e ação de Deus no mundo e convocava os cristãos a se unirem a Deus na luta pela vida e justiça, onde quer que estivessem. Esta nova abordagem abriu possibilidades para uma geração de jovens evangélicos entrar em diálogo com outros grupos que também estavam tentando responder à situação de desencantamento provocada pelas promessas não cumpridas da chamada década de 1950.
Com a repressão política iniciada com o Golpe Militar de 1964, a UCEB foi desarticulada, entretanto, alguns de seus ex-militantes, como Waldo César e Jether Pereira, promoveram ações pela restauração da ordem democrática, como por exemplo, a fundação do Centro Evangélico de Informações, em 1965.